# Stadio Pacifico Carotti
Lo stadio Pacifico Carotti è uno stadio di calcio di Jesi.
Il campo sorge in prossimità di dove era ubicato un preesistente impianto: il nuovo stadio fu inaugurato nel 1932, così da permettere all'Unione Sportiva Jesina di avere a disposizione un campo di gioco per le partite casalinghe. L'impianto era costituito solo da due tribune: una tribuna principale coperta contenente 1 000 spettatori con un parterre ai suoi piedi e una gradinata sul lato opposto.
Nel 1984, in occasione della promozione in serie C1, lo stadio fu sottoposto a una completa ristrutturazione: fu aggiunta una curva, capace di contenere 1 500 spettatori, e furono ricostruite le due gradinate principali. La capacità dell'impianto fu così portata a 5 000 posti. In quell'anno lo stadio registrò il tutto esaurito in occasione del derby contro l'Ancona.
Nel 1986 ha ospitato l'incontro di Coppa Europa di rugby tra Italia e Portogallo terminata con la vittoria degli azzurri per 26-24.
Nel dicembre 2000, infine, lo stadio fu intitolato alla memoria di Pacifico Carotti, ex sindaco di Jesi e presidente della Jesina, che durante il boom economico fece guadagnare a Jesi il soprannome di "Piccola Milano".